# Cerebratulus chilensis
Cerebratulus chilensis är en djurart som tillhör fylumet slemmaskar, och som beskrevs av Friedrich 1970. Cerebratulus chilensis ingår i släktet fläsknemertiner, och familjen Cerebratulidae. Inga underarter finns listade i Catalogue of Life.